# Antoni Pons Timoner
Antoni Pons Timoner (Alaior, 1919 - Alaior, 2003) Alcalde d´Alaior durant el franquisme i amb posterioritat, durant el període de 1983 a 1995.
Va ser candidat a la alcaldia d´Alaior per Alianza Popular, a les segones eleccions de la democràcia, obtenint majoria absoluta que va revalidar a les eleccions municipals de 1987 i 1991, aquesta última legislatura ja sota les sigles del Partit Popular.
A les eleccions municipals de 1995 es va presentar com a cap llista del Partit Popular, perdent les eleccions davant la candidatura del Partit Socialista liderada per Antoni Gómez Arbona.Davant aquesta circumstància no va arribar a prendre possessió de l'acta de regidor.